# نودوزق
نودوزق هي قرية في مقاطعة ميانة، إيران. عدد سكان هذه القرية هو 189 في سنة 2006.